# Eleccions generals de Bòsnia i Hercegovina de 2006
Les eleccions generals de Bòsnia i Hercegovina de 2006 es va dur a terme l'1 d'octubre de 2006 per a elegir la Presidència de Bòsnia i Hercegovina, així com el govern federal i els governs cantonals. Fins al setembre de 2006 hi va haver 2.736.886 votants registrats (Nota: dels 2,7 milions de votants, 1,7 milions es troben a la Federació de Bòsnia i Hercegovina i 1 milió a la República Sèrbia.) El nombre de votants oficial segons l'informe de la Comissió Electoral Central va ser 52,74% del nombre total de votants registrats.

## Presidència de Bòsnia i Hercegovina
És escollit un president de cadascun dels tres pobles constitucionals del país: els bosnians, croats i serbis.
Resultat de les eleccions presidencials de Bòsnia i Hercegovina d'1 d'octubre de 2006 
| Candidats                  | Partits nominants            | Bosnians      | Serbis        | Croats       |
| -------------------------- | ---------------------------- | ------------- | ------------- | ------------ |
| Haris Silajdžić            | SBiH                         | 288,321 (62%) |               |              |
| Sulejman Tihić             | SDA                          | 130,470 (28%) |               |              |
| Mirnes Ajanović            | Patriotski blok BOSS-SDU BiH | 38,412 (8%)   |               |              |
| Nebojša Radmanović         | SNSD                         |               | 216,631 (55%) |              |
| Mladen Bosić               | SDS                          |               | 98,329 (25%)  |              |
| Ranko Bakić                |                              |               | 13,198 (3%)   |              |
| Željko Komšić              | SDP                          |               |               | 97,267 (41%) |
| Ivo Miro Jović             | HDZ BiH                      |               |               | 59,831 (25%) |
| Božo Ljubić                | (HDZ 1990)                   |               |               | 42,424 (18%) |
| Mladen Ivanković Lijanović |                              |               |               | 20,954 (9%)  |
| Total                      |                              | 457,203       | 328,158       | 220,446      |
| Font: Izbori.ba            |                              |               |               |              |

## Parlament estatal
A nivell estatal, s'escull una Assemblea Parlamentària de Bòsnia i Hercegovina, formada per:

### Cambra de Representants
Segons la Constitució de Bòsnia i Hercegovina, els representants de la Federació de Bòsnia i Hercegovina s'assignen 28 escons, mentre que els representants de la República Sèrbia tenen 14 escons. Hi ha 42 escons en total.
Resultat de les eleccions a la Cambra de Representants de Bòsnia i Hercegovina d'1 d'octubre de 2006 
| Partits | Federació | Federació | Federació | Srpska  | Srpska | Srpska | Total |
| Partits | Vots      | %         | Escons    | Vots    | %      | Escons | Total |
| --- | --------- | --------- | --------- | ------- | ------ | ------ | ----- |
| Aliança dels Socialdemòcrates Independents (Stranka nezavisnih socijaldemokrata)-Milorad Dodik              | 7,265     | 0,85%     | 0         | 262,203 | 46,93% | 7      | 7     |
| Partit d'Acció Democràtica (Stranka Demokratske Akcije)                                                     | 217,961   | 25,54%    | 8         | 20,514  | 3,67%  | 1      | 9     |
| Partit per Bòsnia i Hercegovina (Stranka za Bosnu i Hercegovinu)                                            | 196,230   | 22,99%    | 7         | 23,257  | 4,16%  | 1      | 8     |
| Partit Socialdemòcrata de Bòsnia i Hercegovina (Socijaldemokratska partija Bosne i Hercegovine)             | 131,450   | 15,40%    | 5         | 11,822  | 2,12%  | 0      | 5     |
| Partit Democràtic Serbi (Srpska demokratska stranka)                                                        |           |           |           | 108,616 | 19,44% | 3      | 3     |
| Unió Democràtica Croata de Bòsnia i Hercegovina (Hrvatska demokratska zajednica)-Hrvatska koalicija-HNZ     | 68,188    | 7,99%     | 3         | 1,145   | 0,20%  | 0      | 3     |
| Croats Junts (Hrvatsko Zajedništvo, coalició liderada per HDZ 1990)                                         | 52,095    | 6,10%     | 2         | 591     | 0,11%  | 0      | 2     |
| Partit Patriòtic Bosnià-Hercegoví-Sefer Halilović (Bosanskohercegovačka Patriotska Stranka-Sefer Halilović) | 37,608    | 4,41%     | 1         | 866     | 0,16%  | 0      | 1     |
| Partit del Progrés Democràtic (Partija demokratskog progresa RS )                                           |           |           |           | 28,410  | 5,08%  | 1      | 1     |
| Partit del Poble Treballador per al Millorament (Narodna stranka Radom za boljitak)                         | 27,487    | 3,22%     | 1         | 5,533   | 0,99%  | 0      | 1     |
| Aliança Democràtica Popular (Demokratski narodni savez)                                                     | 232       | 0,03%     | 0         | 19,868  | 3,56%  | 1      | 1     |
| Comunitat Democràtica Popular (Demokratska Narodna Zajednica)                                               | 16,221    | 1,90%     | 1         | 321     | 0,06%  | 0      | 1     |
| Total |           |           | 28        |         |        | 14     | 42    |

### Cambra dels Pobles
Els 15 membres de la Cambra dels Pobles seran elegits als parlaments de les entitats - 10 membres de la Cambra de Representants del Parlament de la Federació de Bòsnia i Hercegovina (5 bosnians i 5 croats), i 5 membres de l'Assemblea Nacional de la República Sèrbia.

## Parlaments de les entitats
A nivell d'entitat, la Federació de Bòsnia i Hercegovina i la República Sèrbia escolliran nous governs.

### Federació de Bòsnia i Hercegovina
A la Federació això inclou:
- Primer Ministre de la Federació
- Cambra de Representants de la Federació
- Cambra dels Pobles de la Federació

#### Cambra de Representants de la Federació de Bòsnia i Hercegovina
Resultats finals de les eleccions d'1 d'octubre de 2006, només s'enumeren els partits que han obtingut representació
|  | Partit                                                        | Vots    | Reg. | Com. | Total |
|  | ------------------------------------------------------------- | ------- | ---- | ---- | ----- |
|  | Partit d'Acció Democràtica (SDA)                              | 218,365 | 23   | 5    | 28    |
|  | Partit per Bòsnia i Hercegovina (Za BiH)                      | 190,148 | 19   | 5    | 24    |
|  | Partit Socialdemòcrata (SDP)                                  | 130,204 | 13   | 4    | 17    |
|  | Unió Democràtica Croata de Bòsnia i Hercegovina (HDZ/HNZ/HSP) | 64,906  | 7    | 1    | 8     |
|  | Unió Democràtica Croata 1990 (HDZ1990)                        | 54,210  | 5    | 2    | 7     |
|  | Partit Patriòtic Bosnià-Hercegoví-Sefer Halilović (BPS)       | 35,223  | 1    | 3    | 4     |
|  | Partit Bosnià/Unió Socialdemòcrata (BOSS/SDU)                 | 27,200  | 1    | 2    | 3     |
|  | Partit del Poble Treballador per al Millorament               | 27,132  | -    | 3    | 3     |
|  | Partit Croat dels Drets/Nova Iniciativa Croata                | 21,152  | 1    | -    | 1     |
|  | Comunitat Democràtica Popular                                 | 16,014  | 2    | -    | 2     |
|  | Aliança dels Socialdemòcrates Independents                    | 12,564  | 1    | -    | 1     |

Reg. - Mandats des d'unitats electorals regionals; Com. - Mandats per llistes compensatòries

Font - Comissió Electoral Central de Bòsnia i Hercegovina

### Repúblika Srpska
A la República sèrbia, el govern està format per 
- Primer Ministre de la República Sèrbia
- President (serbi) i vice-presidents (croat i bosnià) de la República Sèrbia
- Assemblea Nacional de la República Sèrbia

#### Assemblea Nacional de la República Sèrbia
- SNSD 44,95%
- SDS 18,99%
- PDP 7,13%
- DNS 4,22%
- SP 3,70%
- SRS 3,02%

Assignació d'escons:
- SNSD 41
- SDS 17
- PDP RS 8
- DNS 4
- SBiH 4
- SP 3
- SDA 3
- SRS RS 2
- SDP 1

## Parlaments cantonals
|  | Partit                                                        | USK | ŽP | TK | ZDK | BPK | SBK ŽSB | HNK ŽHN | ZHŽ | KS | K10 | Total |
|  | ------------------------------------------------------------- | --- | -- | -- | --- | --- | ------- | ------- | --- | -- | --- | ----- |
|  | Partit d'Acció Democràtica (SDA)                              | 12  | 2  | 12 | 13  | 9   | 8       | 6       | -   | 10 | 2   | 74    |
|  | Partit per Bòsnia i Hercegovina (Za BiH)                      | 6   | 1  | 7  | 11  | 8   | 7       | 5       | -   | 13 | 1   | 59    |
|  | Partit Socialdemòcrata (SDP)                                  | 6   | 2  | 11 | 5   | 6   | 3       | 2       | -   | 7  | 1   | 43    |
|  | Unió Democràtica Croata de Bòsnia i Hercegovina (HDZ/HNZ/HSP) | -   | 7  | -  | 2   | -   | 6       | 7       | 9   | -  | 5   | 36    |
|  | Unió Democràtica Croata 1990 (HDZ1990)                        | -   | 5  | -  | -   | -   | 3       | 7       | 8   | -  | 6   | 29    |
|  | Partit Croat dels Drets/Nova Iniciativa Croata                | -   | 2  | -  | -   | -   | 2       | 2       | 4   | -  | 4   | 14    |
|  | Partit del Poble Treballador per al Millorament               | -   | 2  | 2  | 1   | 1   | 1       | -       | 2   | -  | 1   | 10    |
|  | Partit Patriòtic Bosnià-Hercegoví-Sefer Halilović (BPS)       | -   | -  | 1  | 3   | 1   | -       | 1       | -   | 2  | -   | 8     |
|  | Comunitat Democràtica Popular                                 | 6   | -  | -  | -   | -   | -       | -       | -   | -  | -   | 6     |
|  | Partit Bosnià/Unió Socialdemòcrata (BOSS/SDU)                 | -   | -  | 2  | -   | -   | -       | -       | -   | 3  | -   | 5     |
|  | Aliança dels Socialdemòcrates Independents                    | -   | -  | -  | -   | -   | -       | -       | -   | -  | 5   | 5     |

Font - Comissió Electoral Central de Bòsnia i Hercegovina